# Cinémathèque française
Die Cinémathèque française ist ein französisches Filminstitut mit Sitz in Paris, das sich der Erhaltung und Verbreitung von Filmen als Kulturgut widmet. Das Institut wird hauptsächlich von staatlichen Subventionen getragen.

## Geschichte
Die Cinémathèque française wurde 1935 (zunächst noch unter dem Namen Cercle du cinéma) von Henri Langlois und Georges Franju gegründet, die sich schon vorher privat um die Rettung und Erhaltung von Filmkopien gekümmert hatten.
Aber erst ein Jahr später konnte man, mit der finanziellen und moralischen Unterstützung von Paul-Auguste Harlé, mit der Arbeit beginnen. Unter der Leitung von Langlois begann die Cinémathèque alles zu sammeln, was mit Film und Kino in Verbindung stand – Kameras, Projektoren, Plakate, Bücher und sogar Requisiten.
Während der deutschen Besatzung Frankreichs im Zweiten Weltkrieg retteten Langlois und seine Mitstreiter viele Filme vor dem Zugriff der Nationalsozialisten.
Langlois betrieb die Cinémathèque in einem eher „freihändigen“ Stil, ließ sich von niemandem in die Karten schauen und wachte eifersüchtig über seine Schätze. Er sammelte zwar große Mengen von Filmmaterial, machte sich aber wenig Gedanken darüber, diese Schätze auch fachgerecht zu lagern. So sind durch unsachgemäße Lagerung auch einige Filme zerstört worden. In einem Fall brannte ein Filmlager komplett ab. Archivlisten gab es lange Zeit nicht, Langlois hatte alles im Kopf. Die internen Strukturen bei der Cinémathèque waren für Außenstehende nur schwer zu durchschauen und sehr informell. Jahrzehntelang standen Langlois Lotte Eisner, Marie Epstein (die Schwester des Regisseurs Jean Epstein) und Mary Meerson (die Ehefrau von Langlois) zur Seite.
Das „Gedächtnis des Kinos“, wie die Cinémathèque auch genannt wird, hatte durch seine umfassende Sammlung alter Filme einen enormen Einfluss auf die Regisseure der Nouvelle Vague (unter anderem François Truffaut, Jean-Luc Godard, Claude Chabrol und Alain Resnais). Einige von ihnen wurden daher als les enfants de la cinémathèque (‚Kinder der Cinémathèque‘) bezeichnet.
1968 kam es zu einem Skandal um die Cinémathèque, als der damalige Kulturminister und Filmemacher André Malraux versuchte, die Entlassung Langlois’ zu erzwingen, indem er die staatlichen Subventionen strich. Die Cinémathèque wurde daraufhin geschlossen. Nach massiven Demonstrationen und Protesten, beginnend am 12. Februar 1968, gewissermaßen am Vorabend der Mai-Unruhen auf Initiative von Claude Berri und Michel Simon unter Beteiligung fast aller Größen des französischen Kinos (allen voran François Truffaut, Jean-Pierre Léaud, Claude Jade, Jean-Luc Godard, Alain Resnais), musste Malraux seinen Schritt rückgängig machen. Diese so genannte Langlois-Affäre wurde in mehreren Spielfilmen verewigt, so im Vorspann von Truffauts Geraubte Küsse (1968) und in Bertoluccis Die Träumer (2003).
Die Arbeit der Cinémathèque für die Erhaltung der Filmkultur wurde in vielen Ländern bewundert und inzwischen gibt es weltweit ähnliche Institutionen, die sich um die Erhaltung und Rekonstruktion alter Filme bemühen.
Im September 2005 zog die Cinémathèque in ihre neuen Räume im umgebauten früheren „American Center“ des Architekten Frank O. Gehry (rue de Bercy 51, 12. Arrondissement, Paris).
Die Cinémathèque française restauriert jährlich über 200 Filme und zeigt in den eigenen Vorführräumen 1300 Filme.

## Präsidenten
- September 1936: Paul-Auguste Harlé
- 1980: Michel Guy
- 1982–1987: Costa-Gavras
- 1987–1991: Jean Rouch
- 1991–2000: Jean Saint-Geours
- 2000–2003: Jean-Charles Tacchella
- 2003–2007: Claude Berri
- seit Juli 2007: Costa-Gavras

## Filme
- Die Träumer (Originaltitel The Dreamers) Großbritannien, Italien, Frankreich, 2002, 110 Min., Regie: Bernardo Bertolucci
Drei junge Filmfans lernen sich im Februar 1968 bei der Cinémathèque française kennen und spielen Szenen von Filmklassikern nach, die sie dort gesehen haben.